# 陳平仲
陳平仲（越南语：／；1259年—1285年）是越南陳朝時期的一位將軍，封保義侯。
陳平仲本姓黎，是黎桓的後代。其祖父黎輔陳是陳太宗的重臣。陳平仲娶陳太宗之女瑞寶公主為妻，賜姓陳氏。
1279年，元朝滅南宋，發動侵略越南的戰爭。1284年12月，忽必烈遣脫歡進攻越南。陳平仲率軍在拖模洲與元軍對抗，戰敗被俘。脫歡希望招降陳平仲，問陳平仲是否想當元朝的藩王。陳平仲答曰：「寧為南鬼，不為北王。」脫歡大怒殺之，時年26歲。
陳平仲的死訊被陳朝朝廷得知，朝廷追封其為保義王。
越南人認為陳平仲保持了民族氣節，因此不論是北方的越南民主共和国還是南方的越南共和國都給予他很高的評價。越南共和國海軍中有一艘旗艦以他的名字命名。

## 腳註
1. ↑  「陳平仲」號有時被誤寫爲「陳平重」號。